# Kajetan Szmyt
Kajetan Szmyt (ur. 29 maja 2002 w Poznaniu) – polski piłkarz, występujący na pozycji pomocnika w polskim klubie Zagłębie Lubin.

## Kariera klubowa
W pierwszym zespole Warty zadebiutował 24 kwietnia 2019 roku w spotkaniu z Chojniczanką Chojnice. 3 lutego 2020 został wypożyczony do końca sezonu do Górnika Polkowice. 12 września 2020 rozegrał w barwach Warty pierwszy mecz w ekstraklasie przeciwko Piastowi Gliwice. W lutym przyszłego roku udał się na półroczne wypożyczenie do III-ligowej Nielby Wągrowiec, a następnie w lipcu ponownie do Górnika Polkowice. 16 września strzelił swojego pierwszego gola przeciwko Stomilowi Olsztyn w meczu II ligi, który zakończył się wynikiem 2:2. Warta Poznań na początku 2022 roku przedwcześnie zakończyła wypożyczenie piłkarza. 22 marca podpisał kontrakt do końca 2023 roku, z możliwością przedłużenia do 30 czerwca 2025 roku. 3 marca 2023 klub skorzystał z tej opcji. Pierwszą bramkę dla "zielonych" zdobył 19 marca 2023 w spotkaniu z Lechią Gdańsk, zakończonym rezultatem 2:0.
W dniu 21 czerwca 2024 Kajetan Szmyt został zawodnikiem klubu Zagłębie Lubin, z którym związał się trzyletnią umową.

## Kariera reprezentacyjna
23 września 2022 roku zadebiutował w reprezentacji Polski do lat 21 w meczu przeciwko Grecji. Pierwszą bramkę dla reprezentacji do lat 21 strzelił w meczu z Turcją w listopadzie 2022 roku.